# Vesti

Vesti é um canal de televisão de notícias russo lançado pelo grupo RTR com o objectivo de transmitir as notícias regionais para a comunidade russa residente no estrangeiro.